# Europees burgerinitiatief
Het Europees burgerinitiatief is, net als het burgerinitiatief in Nederland, een mogelijkheid voor burgers om politieke en bestuurlijke aandacht voor hun ideeën te krijgen. Een Europees burgerinitiatief moet ten minste worden gesteund door één miljoen stemgerechtigde burgers, uit minimaal 7 EU-landen. Binnen elk van die 7 landen is ook een minimumaantal handtekeningen vereist.
Het stelt een miljoen EU-burgers, die de nationaliteit hebben van ten minste een kwart van de lidstaten van de Unie, in staat direct de Europese Commissie op te roepen wetgeving voor te stellen op een gebied waar de lidstaten bevoegdheden aan de Europese Unie hebben overgedragen.

## Procedure
Als er voldoende steunbetuigingen zijn opgehaald en gecertifieerd door nationale instanties, zal de Europese Commissie het initiatief bestuderen. Binnen één maand belegt de Commissie een overleg met de organisatoren van het initiatief zodat zij het kunnen toelichten. Vervolgens krijgen de organisatoren de gelegenheid om hun initiatief te presenteren aan het Europees Parlement tijdens een openbare hoorzitting. Binnen zes maanden geeft de Commissie een gemotiveerd antwoord op het initiatief waarin de Commissie aangeeft of en hoe zij gevolg zal geven aan het burgerinitiatief.

## Achtergrond
Het Europees burgerinitiatief is een van de vernieuwingen van het Verdrag van Lissabon, met als doel directe democratie in de Europese Unie te vergroten. Dit recht de Commissie te vragen wetgeving op te stellen stelt burgers op gelijke voet met het Europees Parlement en de Raad, die op basis van respectievelijk artikel 225 en 241 van het Werkingsverdrag dit recht ook hebben. De Commissie bezit het recht het initiatief te nemen tot het opstellen van Europese wetgeving.

## Waardering
Zowel initiatiefnemers als EU-officials hebben flinke tekortkomingen in het systeem geconstateerd. Het proces is onoverzichtelijk en complex, er is weinig kennis bij het publiek en er is geen enkele garantie dat een succesvol initiatief enige impact zal hebben op het Europese politieke beleid. Zonder snelle en serieuze verbeteringen zal deze vernieuwende democratie volgens Democracy International spoedig achterhaald zijn. Een eerste aanzet voor een hervorming werd in het Europees Parlement al in 2015 gegeven. In oktober 2016 werd door drie organisaties een petitie overhandigd met het verzoek aan de Europese Commissie om haar obstructieve oppositie tegen de ECI's op te geven en in 2017 met verbeterde wetgeving te komen. Democracy International zei de indruk te hebben, dat "de Commissie het publiek uit de politiek wil houden en afschepen met een pro forma participatie-instrument".

## Juridische basis
De juridische basis van het burgerinitiatief is uiteengezet in artikel 11 lid 4 van het EU-Verdrag en artikel 24 lid 1 van het Werkingsverdrag. Beide artikelen zijn toegevoegd aan het Acquis Communautaire met de inwerkingtreding van het Verdrag van Lissabon. Het burgerinitiatief vult de bestaande petitierechten aan. Het gaat hierbij om het petitierecht bij het Europees Parlement en het recht een klacht in te dienen bij de Europese Ombudsman, zoals uiteengezet in het Verdrag van Maastricht (1993). Desalniettemin zijn petities en het burgerinitiatief fundamenteel verschillend naar doel, voorwaarden en betrokkenen.
Voorwaarden en procedures van het burgerinitiatief zijn in een verordening vastgelegd. Vanaf 1 april 2012 is het mogelijk een burgerinitiatief te registreren.

## Werking van het Europees burgerinitiatief
Aan het uitvoeren van een Europees burgerinitiatief is zowel in het Unieverdrag als in verordening nr. 2019/788 een aantal formele voorwaarden gesteld. 

### Voorwaarden in het Unieverdrag
Artikel 11 lid 4 van het Unieverdrag bepaalt dat voor het succesvol uitvoeren van een Europees burgerinitiatief handtekeningen van ten minste één miljoen burgers van de Unie vereist is en dat deze handtekeningen uit een 'significant aantal lidstaten'. Daarnaast vereist het verdragsartikel dat het initiatief een aangelegenheid betreft die een rechtshandeling van de Unie vereist ten uitvoering van de Europese Verdragen. Het burgerinitiatief is dan het initiatief de Commissie uit te nodigen, om binnen haar bevoegdheden, een wetgevend voorstel daartoe te doen.

### Voorwaarden in de verordening
In de verordening nr. 2019/788 worden nadere voorwaarden en procedures gesteld voor het uitvoeren van een Europees burgerinitiatief. De verordening herhaalt de voorwaarde dat zowel de starter van het initiatief, als de personen die het initiatief steunen, burgers van de Unie moeten zijn. Dit houdt in dat wie zijn steunbetuiging voor een initiatief zet, de nationaliteit van een lidstaat van de Unie moet hebben. Om een burgerinitiatief te mogen steunen moet daarnaast de kiesgerechtigde leeftijd bereikt zijn voor de Europese  parlementsverkiezingen. 
Om een Europees burgerinitiatief op te starten, moet een groep organisatoren opgericht worden van minstens zeven mensen met de nationaliteit van een EU-land, die in zeven verschillende EU-landen wonen. Uit hun midden kiezen zij een vertegenwoordiger en een plaatsvervanger, die in de procedure de contactpersoon zijn tussen de groep organisatoren en de instellingen van de Unie. Zij moeten gemachtigd zijn namens de groep op te treden. 
Is een dergelijk groep gevormd, dan kan het initiatief geregistreerd worden bij de Europese Commissie. Dit moet geschieden voordat kan worden begonnen  met het verzamelen van handtekeningen. Binnen twee maanden nadat het initiatief is ingediend ter registratie (of uiterlijk vier maanden indien het initiatief na een eerste onderzoek niet volledig kan worden geregistreerd), beslist de Commissie of het initiatief kan worden geregistreerd en openbaar gemaakt in het register.  De organisatoren hebben daarna een jaar de tijd om voldoende handtekeningen te verzamelen vanaf een door hen gekozen moment (uiterlijk zes maanden vanaf de datum waarop het initiatief werd geregistreerd). Registratie kan worden geweigerd op de volgende gronden:
- De groep van organisatoren voldoet de criteria niet;
- Het voorgestelde initiatief valt buiten de bevoegdheden van de Commissie;
- Het voorgestelde initiatief maakt misbruik van de mogelijkheid een burgerinitiatief te starten of is ergerlijk;
- Het voorgestelde initiatief komt niet overeen met de waarden die in artikel 2 van het Unieverdrag zijn vermeld.

Het verzamelen van handtekeningen, ofwel 'steunbetuigingen' voor een initiatief kan zowel op papier alsook digitaal. Bij de inzameling van digitale steunbetuigingen kunnen organisatoren gebruik maken van een door de Commissie ontwikkelde en beheerde centraal online verzamelsysteem, waarin de steunbetuigingen op door de Commissie ter beschikking gestelde beveiligde servers worden bewaard. Voor papieren steunbetuigingen is een gestandaardiseerd formulier beschikbaar, dat is toegevoegd als bijlage bij de verordening. Bij het verzamelen van steunbetuigingen dienen de organisatoren ook de regels met betrekking tot privacy in acht te nemen.
Wanneer de organisatoren binnen de gestelde termijn van 12 maanden de benodigde steunbetuigingen hebben verzameld, dan sturen zij deze binnen drie maanden naar de lidstaten ter controle. De lidstaten van de Unie moeten daartoe een instantie aanwijzen. Doel van deze controle is vast te stellen dat hun onderdanen die hun steun betuigd hebben, daartoe ook gerechtigd waren. Deze controles mogen plaatsvinden middels representatieve steekproeven. Na de controle wordt een certificaat afgegeven met daarop vermeld het aantal geldige steunbetuigingen. 
De organisatoren kunnen vervolgens hun geldig initiatief, tezamen met de certificaten, indienen bij de Europese Commissie. Daaropvolgend zal de Europese Commissie de organisatoren ontvangen en in de gelegenheid stellen hun initiatief in detail uiteen te zetten. Binnen drie maanden na het toesturen van het initiatief worden de organisatoren ook uitgenodigd voor een hoorzitting in het Europees Parlement waarin ook de Commissie vertegenwoordigd is, en waartoe ook de Europese instellingen en adviesorganen, nationale parlementen en het maatschappelijk middenveld worden uitgenodigd.
Binnen zes maanden na indiening van een geldig initiatief, maakt de Commissie haar juridische en politieke conclusies over het initiatief bekend in een mededeling. Daarin geeft zij ook aan waarom zij al dan niet maatregelen neemt, en zo ja, welke maatregelen zij van plan is te nemen.

### Aantal handtekeningen per lidstaat
In de  verordening nr. 2019/788 is bepaald dat de ondertekenaars van een initiatief uit ten minste zeven lidstaten moeten komen. Daarnaast is ook een minimumaantal handtekeningen per lidstaat vastgesteld. Hiermee wordt ervoor gezorgd dat een initiatief daadwerkelijk voor de hele Unie relevant is. 
Het minimumaantal vereiste steunbetuigingen per lidstaat is het zetelaantal van de lidstaat in het Europees Parlement, vermenigvuldigd met het totaal aantal leden van het Europees Parlement (705 in 2021). Dat komt neer op:
| Lidstaat    | Minimumaantal steunbetuigingen vanaf 01/02/2020 |
| ----------- | ----------------------------------------------- |
| België      | 14 805                                          |
| Bulgarije   | 11 985                                          |
| Tsjechië    | 14 805                                          |
| Denemarken  | 9 870                                           |
| Duitsland   | 67 680                                          |
| Estland     | 4 935                                           |
| Ierland     | 9 165                                           |
| Griekenland | 14 805                                          |
| Spanje      | 41 595                                          |
| Frankrijk   | 55 695                                          |
| Kroatië     | 8 460                                           |
| Italië      | 53 580                                          |
| Cyprus      | 4 230                                           |
| Letland     | 5 640                                           |
| Litouwen    | 7 755                                           |
| Luxemburg   | 4 230                                           |
| Hongarije   | 14 805                                          |
| Malta       | 4 230                                           |
| Nederland   | 20 445                                          |
| Oostenrijk  | 13 395                                          |
| Polen       | 36 660                                          |
| Portugal    | 14 805                                          |
| Roemenië    | 23 265                                          |
| Slovenië    | 5 640                                           |
| Slowakije   | 9 870                                           |
| Finland     | 9 870                                           |
| Zweden      | 14 805                                          |

## Ingediende initiatieven
De lijst van ingediende initiatieven kan gevonden worden in de ECI register, beheert door de Europese Commissie: https://europa.eu/citizens-initiative/home_nl
Hierin staan ook de initiatieven die meer dan 1 miljoen steunbetuigingen hebben verzameld en waarop de Europese Commissie heeft geantwoord.
Een van de initiatieven, genaamd Fraternité2020, wilde meer geld van het EU-budget beschikbaar maken voor uitwisselingsprogramma's.

## Vergelijkbare initiatieven
In december 2010 verzamelde Greenpeace een miljoen handtekeningen voor een petitie tegen het toestaan van genetisch gemodificeerd voedsel in Europa, ondersteund door Avaaz. Hoewel de petitie door Greenpeace een burgerinitiatief genoemd werd, is het nooit formeel geregistreerd bij de Commissie, omdat dit pas vanaf 1 april 2012 mogelijk is, waardoor het strikt genomen geen Europees burgerinitiatief is. 